# Helsingborgs konstförening
Helsingborgs konstförening bildades den 8 mars 1938 och verkar för att stimulera konstintresset inom Helsingborg och dess omgivning. I sina stadgar stipulerar man att man har till uppgift "att genom anordnande av utställningar, föredrag och lotterier samt på annat sätt väcka och utbreda konstintresset inom Helsingborg med omnejd".

## Historik

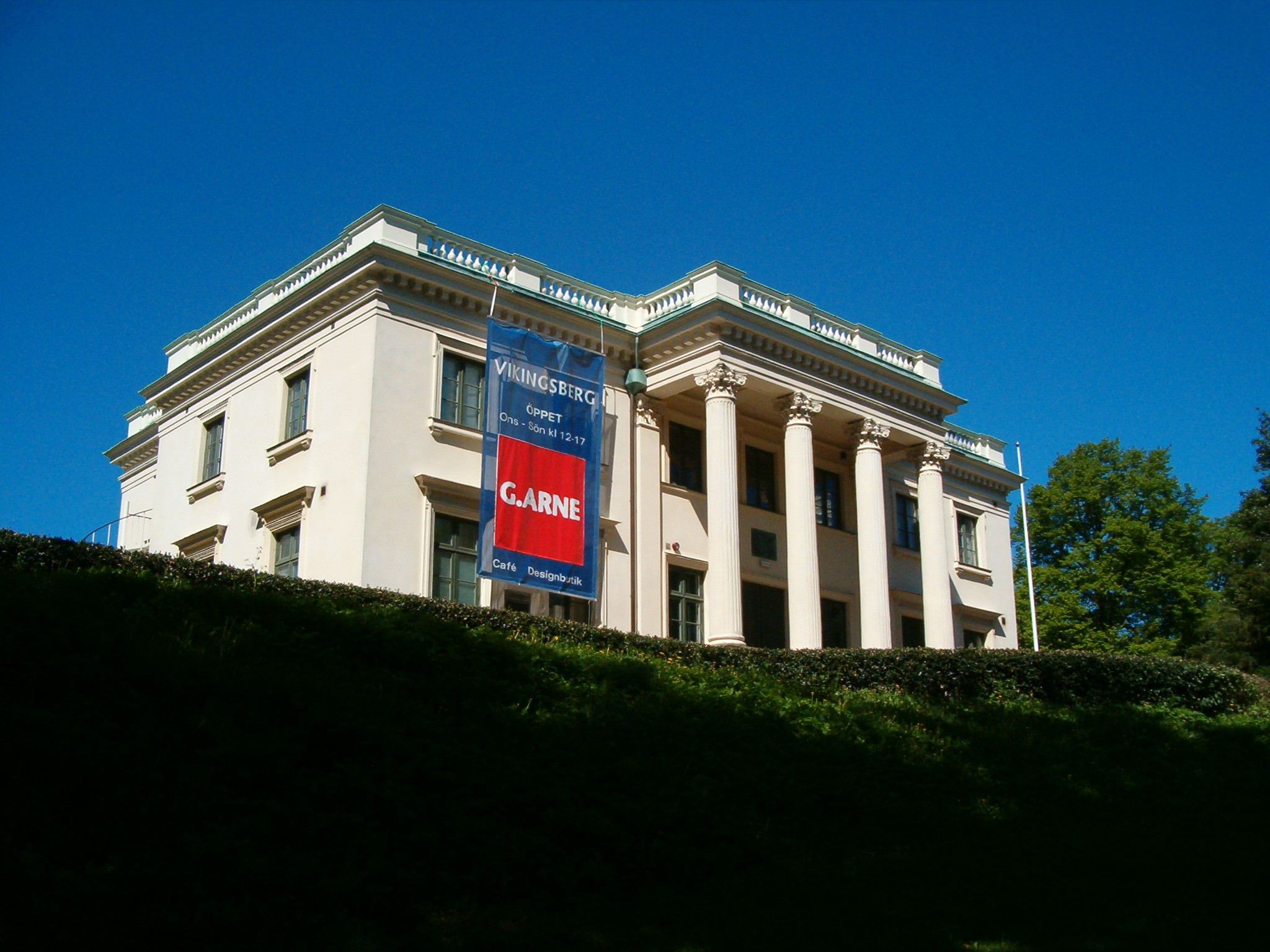
Vikingsberg.

En föregångare till Helsingborgs konstförening kan hittas i Helsingborgs konstklubb, som bildades den 15 oktober 1921. Klubben bildades med målsättningen att "bli en föreningslänk mellan konstutövare och konstintresserade" och man startade med en ambitiös utställning i Helsingborgs dåvarande konsthall, som stod kvar sedan Helsingborgsutställningen 1903. Utställningen bestod av över 500 verk av skånebaserade konstnärer. Detta kom dock att bli klubbens enda utställning då verksamheten senare verkade inrikta sig allt mer på olika mindre sammankomster, som soaréer och liknande. Konstklubbens aktivitet kom så småningom att avta för att nästan helt avstanna. Därför bildade en kärngrupp av klubbens medlemmar Helsingborgs konstförening 1938. I den första styrelsen ingick bland annat konstnären Hugo Gehlin och stadsmuseets intendent Torsten Mårtensson. Året efter skapandet arrangerade man den första utgåvan av vad som kom att bli en årlig salong: Vårutställningen på Vikingsbergs konstmuseum. Denna kom att hållas fram till 2001, då konstmuseet 2002 flyttades till Dunkers kulturhus. Utställningen återuppstod 2005 på Vikingsberg, men endast tillfälligt. I oktober 2008 arrangerade man istället en utställning under namnet Salong! på Sofiero slott.
Helsingborgs konstförening arrangerar utställningar, föredrag, konstresor, lotterier och mycket annat för att bredda konstintresset i Helsingborg.